# Vodopad Kravica
Vodopad Kravica är ett vattenfall i Hercegovina.   Det ligger i entiteten Federationen Bosnien och Hercegovina, i den södra delen av landet, 47,1 km från Mostar, huvudstaden i Hercegovina. Vodopad Kravica ligger 47 meter över havet.
Terrängen runt Vodopad Kravica är kuperad åt sydväst, men åt nordost är den platt. Vodopad Kravica ligger nere i en dal.40, 1 km från Hercegovinas huvudstad Mostar. Närmaste större samhälle är Ljubuški, 6,9 km nordväst om Vodopad Kravica. 
Runt Vodopad Kravica är det ganska tätbefolkat, med 93 invånare per kvadratkilometer.